# Euplexaura
Euplexaura ist eine Gattung aus der Unterklasse der Achtstrahligen Korallen (Octocorallia), die in flachen Regionen des tropischen Indopazifiks und seinen Nebenmeeren vorkommt.

## Merkmale
Wie fast alle Oktokorallen bilden die Arten der Gattung Euplexaura Kolonien, die aus vielen Einzelpolypen mit jeweils acht Tentakeln bestehen. Die Kolonien sind aufrechte verzweigte Büsche oder flach verzweigte offene Fächer,  manchmal auch unverzweigt und peitschenartig. Die Äste verzweigter Kolonien wachsen nicht wieder zusammen. Die Kolonien besitzen eine proteinhaltige hohle Skelettachse mit einem breiten, kreuzgekammerten Mittelkern. Das Coenenchym ist dick. Die gleichmäßig über die Astoberflächen verteilten Polypen sind monomorph und können sich in das Coenenchym, in seltenen Fällen auch in hervorstehende Kelche zurückziehen. Die Sklerite der Polypen sind groß und spindelförmig oder sie fehlen. Die Sklerite der Polypenkelche und der äußeren Coenenchymschicht sind oval oder sphäroid, gelegentlich sind es auch dicke Spindeln, die mit dicht angeordneten, komplexen Tuberkeln besetzt sind. Im innere Coenenchym sind stäbchenförmige oder kleine spindelförmige Sklerite mit einfachen Tuberkeln vorhanden. Die Arten der Gattung leben nicht mit Zooxanthellen in Symbiose und sind dadurch auf planktonische Nahrung angewiesen.

## Arten
Zur Gattung Euplexaura gehören über 50 Arten:
- Euplexaura abietina Kükenthal, 1908
- Euplexaura albida Kükenthal, 1908
- Euplexaura amerea Grasshoff, 1999
- Euplexaura anastomosans Brundin, 1896
- Euplexaura arbuscula Broch, 1935
- Euplexaura aruensis Kükenthal, 1911
- Euplexaura attenuata (Nutting, 1910)
- Euplexaura boninensis (Aurivillius, 1931)
- Euplexaura braueri Kükenthal, 1909
- Euplexaura capensis Verrill, 1869
- Euplexaura cervicornis Stiasny, 1935
- Euplexaura crassa Kükenthal, 1908
- Euplexaura curvata Kükenthal, 1908
- Euplexaura divergens (Studer, 1878)
- Euplexaura erecta Kükenthal, 1908
- Euplexaura javensis Aurivillius, 1931
- Euplexaura kuekenthali Broch, 1916
- Euplexaura media J.S. Thomson, 1911
- Euplexaura mitsukurii (Kinoshita, 1909)
- Euplexaura multiflora Aurivillius, 1931
- Euplexaura nuttingi Kükenthal, 1919
- Euplexaura parciclados Wright & Studer, 1889
- Euplexaura parva Kükenthal, 1909
- Euplexaura pendula Kükenthal, 1917
- Euplexaura pinnata Wright & Studer, 1889
- Euplexaura plana Samimi Namin & van Ofwegen, 2009
- Euplexaura recta (Nutting, 1910)
- Euplexaura reticulata Nutting, 1910
- Euplexaura rhipidalis Studer, 1895
- Euplexaura ridleyi (Thomson & Simpson, 1909)
- Euplexaura robusta Kükenthal, 1908
- Euplexaura rubra Nutting, 1910
- Euplexaura sparsiflora Kükenthal, 1908
- Euplexaura thomsoni Kükenthal, 1924
- Euplexaura yayoii Matsumoto & van Ofwegen, 2016